# Carme Espona i Grau
Carme Espona i Grau (Torelló, 13 de desembre de 1919 - Barcelona, 16 de gener de 2010) va ser una soprano catalana.
Iniciada en els ambients musicals de la Plana de Vic, es traslladà a Barcelona, on treballà com a locutora de Ràdio Associació de Catalunya, primer com a suplent, i, després, com a primera locutora. Va participar en les Emissions de cara al públic del teatre Olímpia de Barcelona.
La seva primera formació va ser a les Carmelites i a les Dominiques. Per la següent formació va estudiar a l'Institut de Cultura i Biblioteca Popular de la Dona, allà es va fomar molt amplament amb un enfocament en l'àmbit musical. Entre història de l'art, piano, musicologia i altres, va aprendre també idiomes com l'italià, el francés i l'alemany, que l'interessaven per poder cantar la seva passió, l'òpera. Mentrestant havia pogut entrar a treballar a Ràdio Associació de Catalunya, primer a la discoteca -on preparava amb detall les fitxes dels discs- i posteriorment com a locutora. Després de ser detinguda i posteriorment depurada per les autoritats franquistes, decidí dedicar-se únicament a la música.
A Barcelona segui estudis de cant al Conservatori del Liceu, on va poder aprendre de la mezzo-soprano Dolors Frau, mestra important de fama internacional. Continuà la seva trajectòria artística de cantant, de manera que l'any 1953 interpretà el paper principal, de Griselda, a l'estrena de l'òpera Canigó amb música del P. Antoni Massana seguint l'argument del poema homònim de Jacint Verdaguer, al Gran Teatre del Liceu.
Per tal de millorar tècniques musicals es traslladà a Siena, Itàlia, on gaudí d'una beca d'Estudis i de Manteniment i va fer un curs a la Universitat. També conegué el que seria el seu marit, el també cantant Vicenzo Costantini, amb el qual realitzaren diverses gires oferint concerts i interpretant òpera al país italià. Una de les seves interpretacions més aclamades va ser dins l'obra Cavalleria Rusticana. Fins als anys 60 continuà actuant, tant a Catalunya com a Itàlia.
Tornada a Barcelona, juntament amb el seu marit i el seu fill, exercí com a professora del Conservatori del Liceu, del qual ja havia estat alumna. També s'establí com a professora particular de cant, amb nombrosos alumnes d'alt nivell, mantenint aquesta activitat fins a finals dels anys 90.